# جنگل ملی یواینتا-واساچ–کش
جنگل ملی یواینتا-واساچ-کش (به انگلیسی: Uinta-Wasatch-Cache National Forest) یک جنگل ملی در آمریکا است.
مساحت این جنگل ۱۰۰۶۸ کیلومتر مربع (تقریباً اندازه استان قم) است و در ایالت یوتا گسترده است.